# Steffen Lang
Steffen Lang (Nördlingen, Alemania, 14 de agosto de 1993) es un futbolista alemán que juega en la posición de lateral derecho.

## Clubes
| Club                | País     | Año       |
| ------------------- | -------- | --------- |
| VfB Stuttgart II    | Alemania | 2011-2015 |
| Arminia Bielefeld   | Alemania | 2015-2017 |
| FC Viktoria Colonia | Alemania | 2017-2020 |
| SC Verl             | Alemania | 2020-     |